# Samet

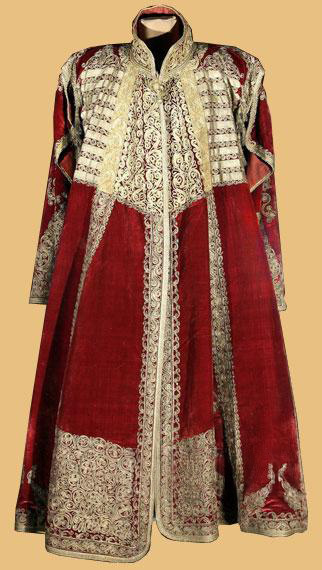
Sametový kaftan z pozdního 18. století

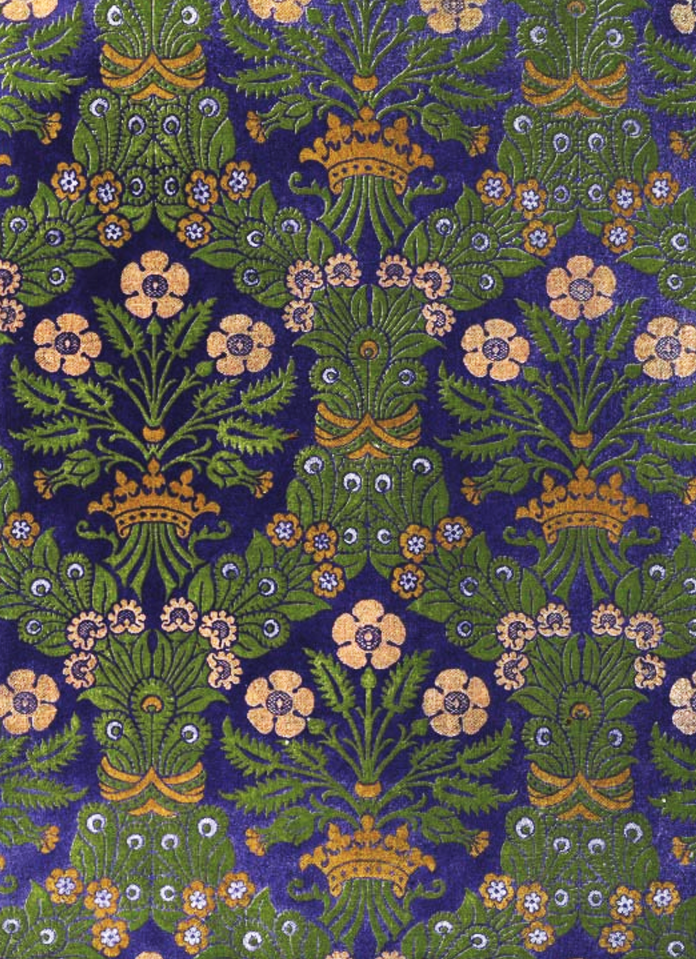
Florentský hedvábný samet z poloviny 16. století

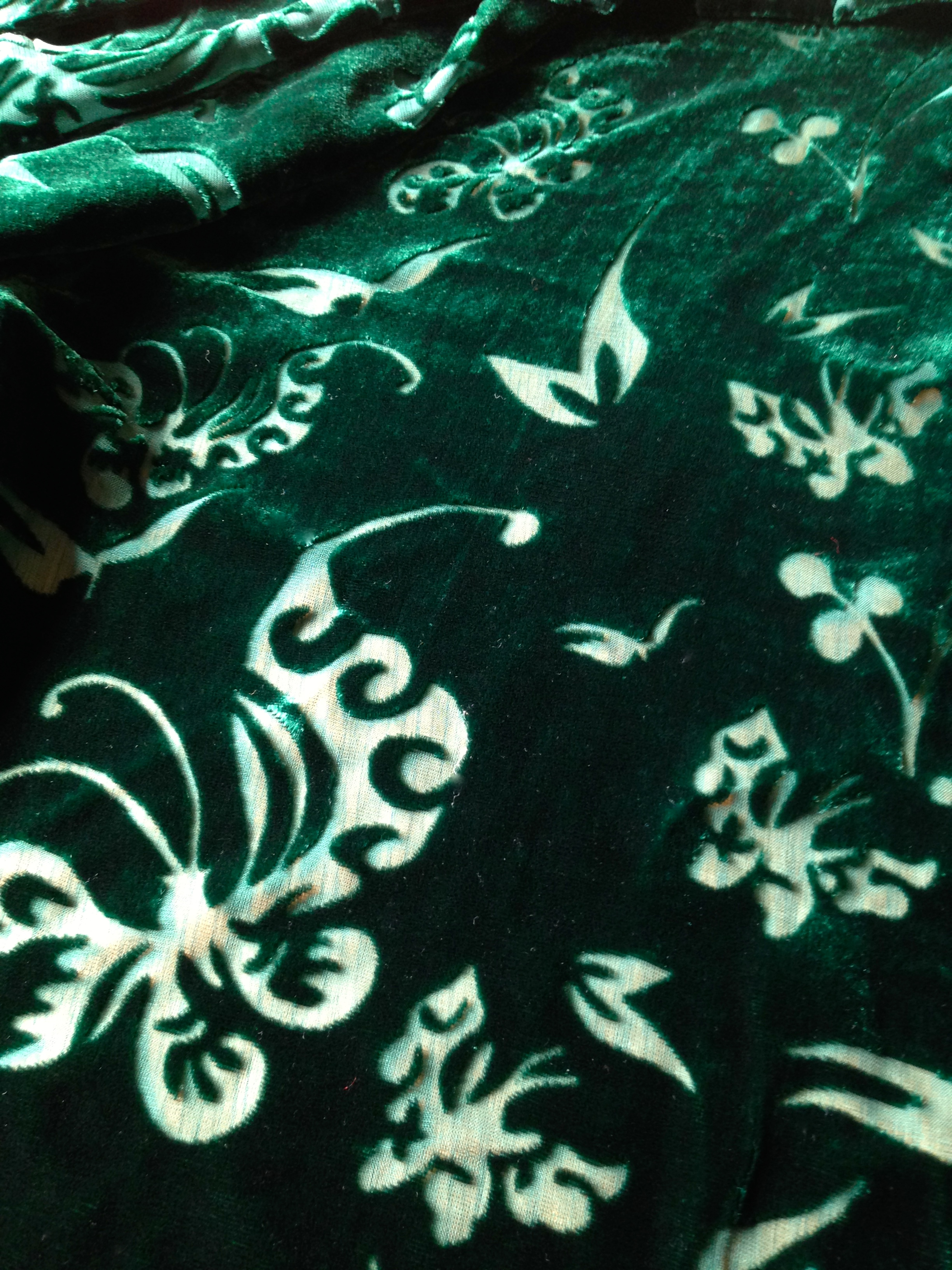
Vypalovaný vzor na hedvábném sametu

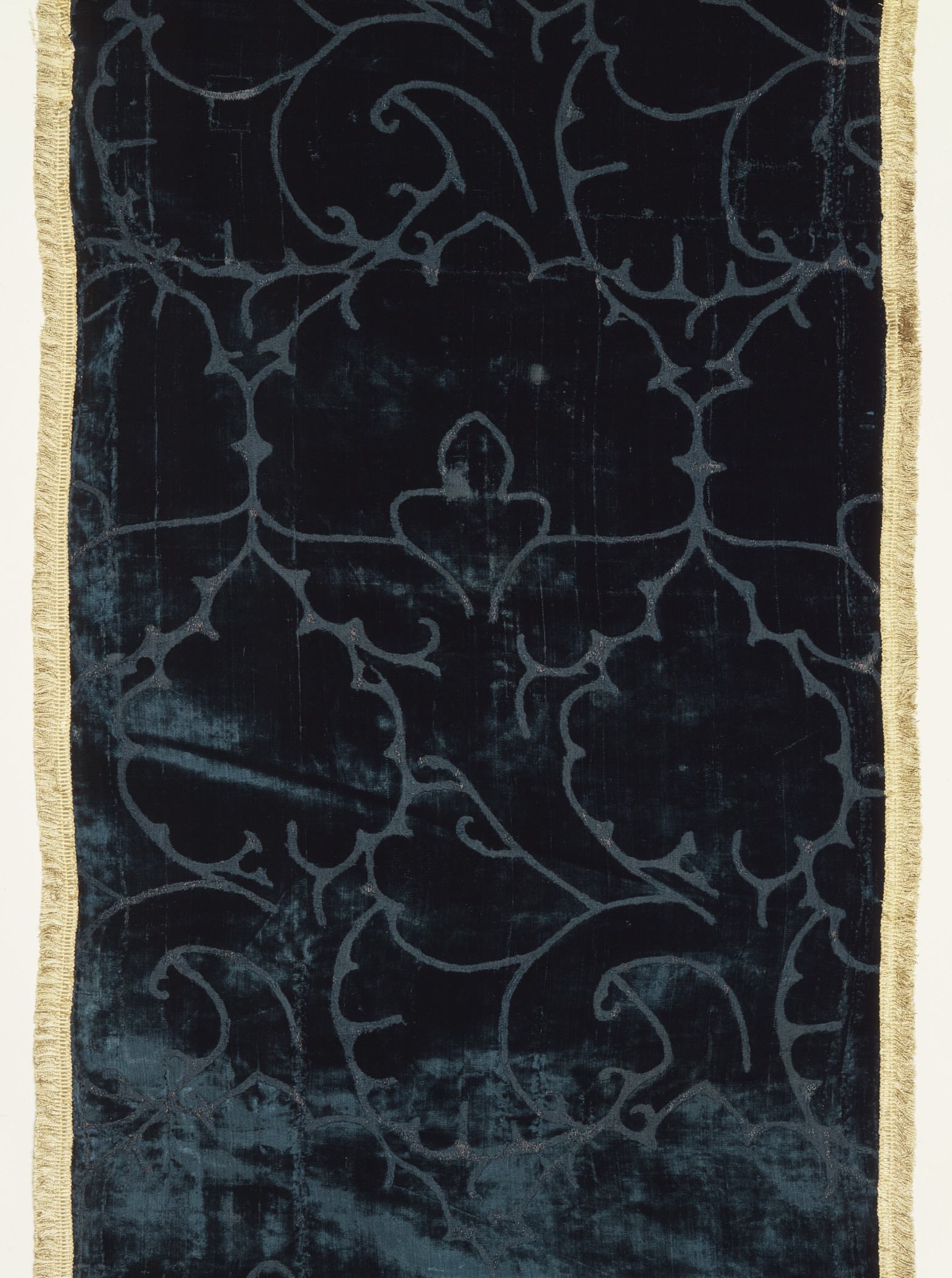
Hedvábný samet ze začátku 19. století

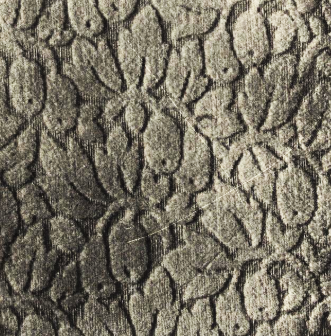
Bavlněný útkový samet, žakárová tkanina z prvních let 20. století

Samet je vlasová tkanina, na které špičky hustých vlasů přesahují plochu základní vazby o 1 až 2 mm.
České slovo samet vzniklo odvozením z řeckého hexamitos (ἑξάμιτος) = „šest nití“ pravděpodobně z toho důvodu, že na původním sametu byla smyčka vlasové niti zachycena každou šestou osnovní nití základní tkaniny.
Sametové textilie mají hebký omak, subtilní lesk, jsou trvanlivé a dobře splývají.

## Z historie sametu
O původu sametu neexistují žádné jednoznačné doklady. Protože se nejstarší sametové tkaniny vyráběly z hedvábí, pokládá se za původ sametu východ Asie s nejstarším hedvábnictvím.
Znalosti o výrobní technice se však brzy dostaly do Evropy, v Italii byl už v roce 1247 založen první cech tkalců sametu, v Miláně se v roce 1474 zabývalo výrobou sametu z hedvábí na 15 000 lidí.
Hedvábné sametové tkaniny byly po staletí luxusní zboží, které si mohli dovolit jen bohatí zákazníci. Teprve v 19. století se začal vyrábět samet z bavlny a asi o sto let později také z umělých vláken. V závislosti na módě se střídala období obliby a nezájmu. Např. ve 20. letech 20. století byl v módě vypalovaný samet (devoré), o 60 let později gaufrovaný samet.
Na začátku 21. století se v různých kolekcích objevují některé staré druhy vyrobené z různých nových materiálů.  Jeden z posledních výrobců sametu v Evropě byla asi do 1. dekády 21. století varnsdorfská firma Velveta.

## Způsoby výroby

### Materiál
Samet se původně vyráběl z hedvábí. Od 2. poloviny 20. století byly vyvinuty také syntetické samety vyráběné z polyesterových, acetátových, viskózových vláken a směsí různých umělých i přírodních vláken (např. s elastany). (Jejich prodejní cena obnáší cca ⅒ oproti hedvábnému zboží).

### Útkový samet
Do základní (vazné) tkaniny se zatkávají (nejčastěji v atlasové vazbě) vlasové útky, které mezi vazebními body vytváří sloupce z obloučků (15/cm) mírně převyšující lícní plochu tkaniny. Útky se na hotové tkanině prořezávají (podobně jako u manšestrů). K prořezávaní se ještě na konci 20. století používaly stroje s jedním řezacím kotoučem na celou šířku tkaniny, tzn. že ke zhotovení sametového vlasu muselo normální zboží probíhat strojem více než 2000×.
(Bavlněný samet na snímku vpravo měl být zhotoven ze 165 vlasových útků na centimetr (osnova 31/cm).)

### Osnovní prutový samet
Prutový samet vzniká tak, že se nad napnutou základní osnovou provazuje vlasová, obarvená osnova přes ocelové pruty, které k ní leží kolmo a zatkávají se jako pomocné útky. Tkací stroj je konstruován tak, že po zatkání cca 20 prutů se první z nich mechanicky vytahuje a vkládá za posledním z předcházející série mezi osnovní niti. Prut může mít na konci nožík, kterým se při vratném pohybu stříhají smyčky vzniklé na osnovních nitích a vznikne tzv. aksamit. Jestliže se smyčky ponechají vcelku, zboží se nazývá epingl. Má-li tkanina smyčky nerozřezané i rozřezané nazývá se frizé.

### Dvojitý osnovní samet

Schéma výroby dvojitého sametu

Na tkacím stroji se zhotovují dvě základní tkaniny nad sebou, vlasová osnova probíhá střídavě oběma a spojuje je. Hned za prohozním ústrojím se od sebe obě části odříznou a tím vzniknou dvě identické vlasové tkaniny. Tento způsob výroby je racionálnější než u prutových sametů, strojní zařízení je však poměrně nákladné.
Specializovaní výrobci vybavují tkací stroje žakárovým ústrojím, se kterým se dají na základní tkanině vytvářet na příklad reliéfové obrazce ze sametu.

### Úprava sametových tkanin

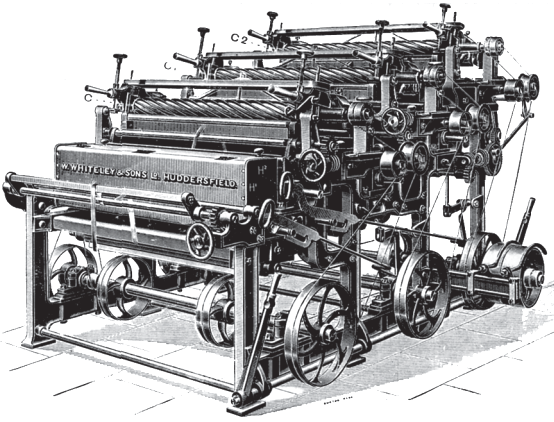
Třístupňový stříhací stroj na samety a plyše (začátek 20. století)

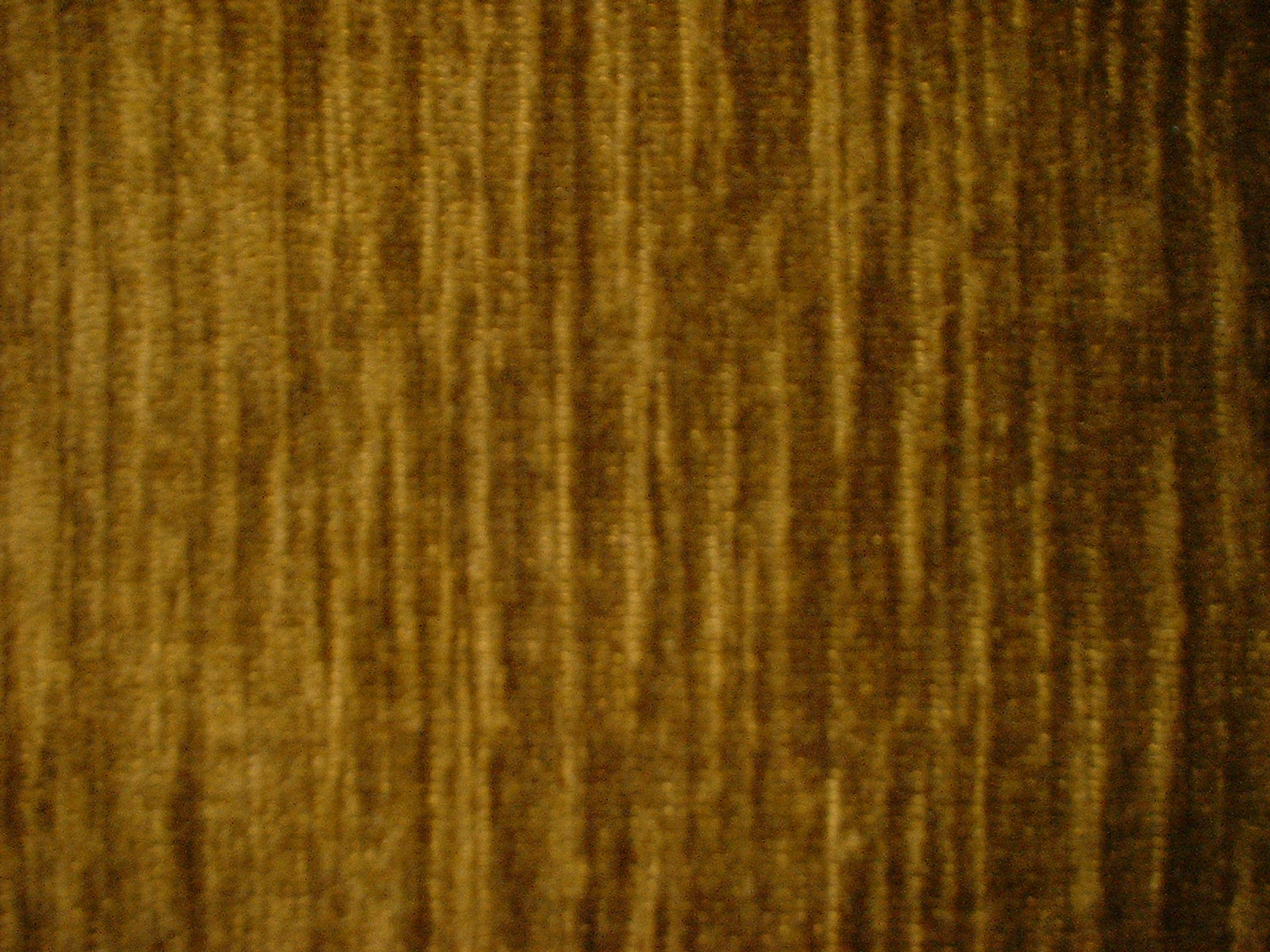
Nepravý samet s vlasem z polyakrylové žinylky

Finální úprava sestává obvykle z klepání, paření, sušení, kartáčování, hlazení, postřihování (egalizace), kartáčování a hlazení.
Pro finální úpravu se staví také agregáty k nepřetržitému běhu všech operací s výrobní rychlostí do 50 m/min.
Nejdůležitější část procedury je egalizace vlasového povrchu sametu, která se provádí postřihováním s pomocí válce (ø 200 mm) s 18–24 spirálovitě tvarovanými noži, ke kterému se těsně přistavena ostrá hrana ocelové lišty. Obrátky válce dosahují až 1200/min s přesností ± 0,02 mm. 
Většina sametových tkanin se barví v kuse, některé se také potiskují.

## Zvláštní druhy sametu
- Za nepravý (nebo falešný) samet se považuje textilie:
  - s „nalepeným“ vlasem technikou vločkového tisku,
  - s vetkanou žinylkou (na způsob axminsterského koberce)[14] nebo ruční pletenina z žinylky.[15]

- Jako pletený samet (Wirksamt) se prodávají také počesávané osnovní pleteniny.[16]
- Jako elastický samet se nabízejí zátažné pleteniny s obsahem 8–15 % elastických vláken. Způsob výroby těchto textilií není veřejně známý, odborná literatura se o tomto druhu sametu dosud (2019) nezmiňuje.[17]

## Použití sametových tkanin
Samet se používá hlavně na dámské oděvy, dekorace a nábytkové potahy. Známé jsou také sametové pánské oděvy, módní doplňky aj.